# Metelčica
Metelčica byla jednou z abeced, které se během tzv. sporu o abecedu, používaly pro zápis slovinského jazyka. Jejím tvůrcem byl Franc Serafin Metelko, používala se mezi lety 1825 a 1833. Metelko ji představil v knize Lehrgebäude der slowenischen Sprache. Měla nahradit tehdy používanou bohoričicu, nicméně mezi jednotlivými lingvisty vypukl namísto shody a přijetí jednotné verze komplikovaný spor. Tento problém byl nakonec vyřešen přijetím upravené chorvatské abecedy Ljudevita Gaje (tzv. Gajice) v roce 1833. Metelčica vynikala především výpůjčkami z cizích písem, hlavně tedy cyrilice, a to v případě takových slovinských hlásek, pro které neměla běžná latinka západních jazyků ekvivalent. Celá abeceda tak vypadala následovně: